# Târnova (Caraș-Severin)
Târnova è un comune della Romania di 1821 abitanti, ubicato nel distretto di Caraș-Severin, nella regione storica del Banato.
Il comune è formato dall'unione di 2 villaggi: Bratova e Târnova.